# Stránske
Stránske (węg. Alsóosztorány, do 1899 Sztránszka) – wieś (obec) na Słowacji położona w kraju żylińskim, w okręgu Żylina. Pierwsze wzmianki o miejscowości pochodzą z roku 1368. Została zasiedlona przez polskich osadników z Małopolski.
Według danych z dnia 31 grudnia 2010, wieś zamieszkiwało 725 osób, w tym 358 kobiet i 367 mężczyzn.
W 2001 roku rozkład populacji względem narodowości i przynależności etnicznej wyglądał następująco:
- Słowacy – 99,00%
- Czesi – 0,29%
- Węgrzy – 0,43%

## Ruiny kościoła
W miejscowości znajdują się ruiny gotyckiego kościoła, wybudowanego po 1368 roku. Nosił wezwanie św. Heleny i został mocno uszkodzony podczas trzęsienia ziemi 15 stycznia 1858 roku. Mieszkańcy nie posiadali funduszy na jego odbudowę, więc w roku 1877 został urzędowo zamknięty. Rzeźby ze środka przeniesiono do kościoła w sąsiedniej wsi Konská, natomiast trzy dzwony do świeżo wybudowanej dzwonnicy przy szkole (dwa z nich zostały przetopione w czasie I wojny światowej).
W 1995 wybudowano nowy kościół, też pod wezwaniem św. Heleny, kilkaset metrów od ruin.